# Лукас Пијазон
Лукас Домингес Пијазон (порт. Lucas Domingues Piazon; 20. јануара 1994.) је бразилски професионални фудбалер који игра за Ботафого као позајмљени играч Браге. Првенствено је нападач иако је био распоређен и као лево крило, везиста или полушпиц.

## Младост
Пијазон је рођен у Сао Паулу, од оца Антонија Карлоса Пијазона, комерцијалног заступника, и мајке Маризабеле Домингес, адвоката. Имао је финансијски сигурно одгајање које му је омогућило да се истовремено фокусира и на школу и на фудбал. Оба Пијазонова родитеља била су активна у својој каријери. Одрастао је са сестром Јулијом, која је три године млађа од њега и била је навијач Челсија. Одмалена је тежио да игра за њих једног дана.
Када је био млад, Пијазонова породица се преселила у Парани. Његове фудбалске вештине почеле су да цветају од осме године. Развио је интересовања за футсал (фудбал у затвореном), попут других бразилских фудбалера (као што су Зико и Роналдињо). Почео је да игра за Коритибу. У једанаестој години прешао је из затвореног на отворени терен.

## Клупска каријера

### Омладинска каријера
Пијазон је започео професионалну каријеру у Коритиби. Био је најбољи стрелац на сваком омладинском турниру на којем се појавио.  Преселио се у суседни клуб Атлетико Паранаинсе 2007. године. Опет се прославио, када је Атлетико 2008. године дошао до финала У-15 Купа Бразила, који су на крају изгубили у Сао Паулу. Били су веома импресионирани његовим наступом и послали су му понуду. Са 14 година, напустио је своју породицу из Куритибе и придружио се Сао Паолу. У мају је почео да привлачи пажњу међународних скаута када је помогао Сао Паолу кроз Бразилске квалификације за Премиер куп (Nајк купа). У то време када га је позвала Бразилска У-15 репрезентација. У августу, Сао Паоло је отпутовао у Манчестер на финале Премијер лиге. У групној фази, Пијазон је постигао гол за победу од 3: 0 над Манчестер јунајтедом. Сао Паоло је затим остварио победу против Вердера Бремена у финалу.

### Челси
Почетком 2011. године, Челси је обезбедио услуге Пијазона путем предуговора и морао је да се бори са интересовањима из више водећих светских клубова, укључујући италијанску екипу Јувентус. Дана 15. марта 2011. године, Сао Пауло је објавио да Пијазон може да игра за сениорску екипу Челсија након 20. јануара 2012. године, пошто се квалификовао за добијање радне визе, али би се прикључио у пролеће 2011. године. Челси је објавио десет дана касније да је Пијазон прошао медицински преглед у Лондону почетком марта 2011. године. Пријављено је да је Челси платио суму од 5 милиона фунти за њега, што би могло порасти на 10 милиона фунти у зависности од неколико клаузула. Дошао је у клуб током лета 2011. године и почео да игра за резерве. У интервју је изјавио: "Изабрао сам Челси јер волим Премијер лигу. Мислим да су мој начин играња и вештине погодније за Премијер лигу".
Дебитовао је за резервни тим против Фулама, након чега је рекао: "Сви знају да сам овде да играм, тако да су ми главни циљеви ове сезоне играти што више могућих омладинских утакмица и надам се да ћу бити у резервама, јер желим да освојим Куп младих". Такође је рекао: "Уживам у дружењу са Рамиресом, Алекcoм и наравно Давидом Луизом. Он је мој најбољи пријатељ овде. Смешан је и увек се шали тако да је овде лепо." [11] Пијазон је постигао први гол у победу против Арсенала. Дао је два гола у пет утакмица за резерве и једном за шест у омладинској екипи, а нарочито је важан онај победоносни у ФА купу младих против Донкастер роверса. Освојио је ту титулу 9. маја 2012. у финалу против Блекбурна, иако није успео да постигне гол.
Дана 20. јануара 2012. године, за свој 18. рођендан, добио је радну визу и постао погодан за сениорску екипу Челсија. Дана 26. јануара 2012. године потписао је продужетак уговора до 2017. године. Након успеха у узрасту до 18 година и резерве, добио је дрес са бројем 35, који је претходно носио Жулијано Белети. Био је замена на клупи Челсија, 31. јануара 2012. године, у свом првом лигашком мечу против Свонзи ситијаа и 5. фебруара 2012. у ремију од 3-3 против Манчестер јунитеда. Некадашњи менаџер Челсија Андре Вилас-Боас изјавио је након утакмице против Манчестер Јунајтеда: "[Пијазон] је тренирао више са првим тимом, што је одлично за њега. Направио је велики напредак од доласка и у последње две утакмице био је нажалост на клупи, није имао прилику да уђе, али је у тиму резерви учинио одличан посао. Играч је за кога имамо велику наду.
Дана 10. маја 2012. године, Пијазон је у својој првој сезони проглашен за најбољег младог играча Челсија . Био је део тима који је освојио ФА куп младих 24 сата раније. "Веома сам срећан и нисам очекивао ово. То је била фантастична недеља за мене, Давид Луиз и Рамирес су ми пуно помогли од када сам дошао. Надам се да ћу бити у Челсију дуго времена и наставићу да радим. " рекао је. Касније те недеље, био је на клупи последњег дана сезоне, у домаћој утакмици против Блекберн Роверса, где је Челси победио са 2-1, али није био укључен у игру. Рекао је да се радује наставку његовог развоја и жели да направи пробој на виши ниво, рекавши "Надам се да ћу бити у главној групи, тренирам са њима сваки дан и чекам прилику да играм неке утакмице." Додао је да "увек сања да игра за Челси".

### Малага
Током јануара 2013, Пијазон је позајмљен шпанској Малаги до краја сезоне. Дебитовао је 24. јануара 2013. године, ушавши са клупе у поразу од 4-2 у четвртфиналу Купа Шпаније против Барселоне. Дана 9. марта 2013. остварио је другу асистенцију за Малагу са сјајном лоптом из слободног ударца на Мартина Демикелиса, који је кренуо и постигао гол за 1-1 против Реал Ваљадолида. 

### Витесе
Дана 9. августа 2013. године Пијазон је позајмљен Ередивизијском клубу Витесе до краја сезоне 2013-14. Дебитовао је у ремију од 1-1 против Роде ЈЦ. Дана 22. септембра, постигао је прве голове у својој професионалној каријери, а Витесе је остварио победу од 3-0 код куће над Зволеом. У следећој утакмици, против НЕЦ-а, постигао је победоносни гол за у 92. минуту, изван шеснаестерца, који се 29. септембра завршио са 3-2. Дана 19. октобра 2013. асистирао је Патрику ван Анхолту, док је Витесе дошао до 2-0 у победу од 3-2 у Херенвену. [42] Дана 24. новембра, Пијазон је постигао два гола са пенала у Го ахед иглсу (3:0). У утакмици против ПСВ-а 7. децембра, постигао је још један гол, где је Витесе убедљиво славио са 6-2 и остао на врху табеле Ередивизије. 

### Франкфурт
Дана 24. јула 2014, Пијазон се придружио Ајнтрахту Франкфурту као позајмљен играч за сезону 2014-15. Дана 2. августа постигао је први гол у пријатељској утакмици у победи од 4-2 против Сампдорије.
Дана 23. августа, дебитовао је у Бундеслиги против ФК Фрајбург, победивши их са 1-0. Први гол постигао је 28. септембра против ФК Хамбургера; након што је у 86. минуту ушао са клупе уместо Штефанa Ајгнерa, у 90. минуту погодио је из слободног ударца са скоро 30 метара и осигурао победу од 2:1.

### Рединг
Дана 31. августа 2015, придружио се Редингу као позајмљени играч. Дана 11. септембра 2015. године остварио је деби за Рединг и пружио помоћ Оливеру Норводу у узбудљивој победи од 5-1 против Ипсвича, заменивши Матије Видру у 77. минуту. Дана 26. септембра, постигао је први гол за Рединг у победи од 2-1 против Бернлија. Вратио се у Челси 28. априла 2016, недељу дана пре него што му је истекао уговор о позајмици.

### Фулам
Дана 31. августа 2016. године, Пијазон се придружио Фуламу на годишњој позајмици и придружио се Томашу Каласу колеги из Челсија. На дебију је постигао први гол за клуб у поразу од 2-1 у Лига купу против Бристол Ситија 21. септембра 2016.
Дана 17. јануара 2017. године, Пијазонова позајмица у Фуламу је продужена до краја сезоне.
Дана 14. јула 2017. године, његов боравак на Крејвен котиџу је продужен до краја наредне сезоне.

## Репрезентативна каријера
Пијазон је представио Бразил на нивоима испод 15 и 17 година. На нивоу испод 15, он је помогао свом тиму да дође до другог места на јужноамеричком првенству у фудбалу 2009. године у Боливији, где је био најбољи стрелац са десет голова.
На нивоу испод 17 година, током међународне утакмице за екипу Бразила У17 против Парагваја, Пијазон је постигао изванредан гол када је ударио лопту таквом силом да је пробио бочну мрежу гола, у утакмици коју су изгубили са 2-1. На ФИФА У-17 Светском првенству 2011. године постигао је гол за 3-3 против Обале Слоноваче.

## Стил игре
Тактички играч, познат по свом таленту, снажном шуту, слободним ударцима, пеналима, читању игре и завршници. 

## Трофеји

### Фулам
- Чемпионшип (1) : 2017/18. (плеј-оф)

### Брага
- Куп Португала (1) : 2020/21.